# Олга Котљарова
Олга Иванова Котљарова (рус. О́льга Ива́новна Котляро́ва; Свердловск, 12. април 1976) бивша руска атлетичарка, специјалиста за трке на 400 м и 800 м, дугогодишњи члан руске штафете 4 х 400 метара. Била је члан АК Спартак.
На почетку каријере Олга Котљарова углавном је трчала на 400 метара и освојила бронзану медаљу са руском штафетом на Олимпијским играма у Сиднеју и Светско првенство у Севиљи 1999.
Од 2005. Котљарова прелази дупло дужу дистанцу 800 метара, у којој је освојила на Европско првенство 2006.у Гетеборгу.
Још увек је светска рекордерка на 600 метара у дворани.

## Значајнији резултати
| Год.   | Такмичење                    | Место                | Пл.    | Дисциплина | Рез.        | Детаљи |
| Русија | Русија                       | Русија               | Русија | Русија     | Русија      | Русија |
| ------ | ---------------------------- | -------------------- | ------ | ---------- | ----------- | ------ |
| 1996   | Европско првенство у дворани | Стокхолм, Шведска    |        | 400 м      | 51,70       |        |
| 1996   | Олимпијске игре              | Атланта, САД         | 18.    | 400 м      | 51,36       |        |
| 1996   | Олимпијске игре              | Атланта, САД         | 5.     | 4 x 400 м  | 3:22,22     |        |
| 1997   | Светско првенство у дворани  | Париз, Француска     |        | 4 x 400 м  | 3:26,84 СР  |        |
| 1998   | Европско првенство           | Будимпешта, Мађарска |        | 4 x 400 м  | 3:23,56     |        |
| 1998   | Европско првенство           | Будимпешта, Мађарска |        | 400 м      | 50,38 ЛР    |        |
| 1999   | Светско првенство у дворани  | Маебаши, Јапан       |        | 4 x 400 м  | 3:24,25 СР  |        |
| 1999   | Светско првенство            | Севиља, Шпанија      | 8.     | 400 м      | 50,72       |        |
| 1999   | Светско првенство            | Севиља, Шпанија      |        | 4 x 400 м  | 3:21,98 СРС |        |
| 2000   | Олимпијске игре              | Сиднеј, Аустралија   | 8.     | 400 м      | 51,04       |        |
| 2000   | Олимпијске игре              | Сиднеј, Аустралија   |        | 4 x 400 м  | 3:23,46     |        |
| 2001   | Светско првенство            | Лисабон, Португалија |        | 4 x 400 м  | 3:30,00 СРС |        |
| 2001   | Светско првенство            | Лисабон, Португалија |        | 400 м      | 51,56       |        |
| 2004   | Светско првенство у дворани  | Будимпешта, Мађарска |        | 4 x 400 м  | 3:23,88 СР  |        |
| 2006   | Светско првенство у дворани  | Москва, Русија       | 5.     | 800 м      | 2:01,26     |        |
| 2006   | Европско првенство           | Гетеборг, Шведска    |        | 800 м      | 1:57,38     |        |
| 2007   | Светско првенство            | Осака, Јапан         | 4.     | 800 м      | 1:58,22     |        |

## Лични рекорди
| Дисциплина      | Резултат   | Место         | датум             |
| --------------- | ---------- | ------------- | ----------------- |
| 200 м           | 23,35      | Potchefstroom | 16. јануар 2006.  |
| 400 м           | 49,77      | Рим           | 2. јул 2004.      |
| 800 м           | 1:57,24    | Тула          | 14. јун 2006      |
| 400 м у дворани | 50,42      | Москва        | 27. јануар 2001.  |
| 600 м у дворани | 1:23,44 СР | Москва        | 1. фебруар 2004.  |
| 800 м у дворани | 1:57,51    | Москва        | 18. фебруар 2006. |